# Czyż sosnowy
Czyż sosnowy (Spinus pinus) – gatunek małego ptaka z rodziny łuszczakowatych (Fringillidae), zamieszkujący Amerykę Północną. Nie jest zagrożony.

## Systematyka
Wyróżniono trzy podgatunki S. pinus:
- czyż sosnowy (S. pinus pinus) – Alaska, Kanada i zachodnie oraz północno-wschodnie USA.
- S. pinus macropterus – północno-zachodni i środkowy Meksyk.
- czyż górski (S. pinus perplexus) – południowy Meksyk do Gwatemali.

## Morfologia
Długość ciała 11–13 cm, masa ciała 11–18 g. Wierzch ciała brązowy, spód biały; cały ptak w ciemnobrązowe kreski. Skrzydła oraz ogon ciemnobrązowe, z żółtymi: nasadą lotek, bokami i nasadą głęboko wciętego ogona. Dziób delikatny, w kształcie ostrego stożka.

## Zasięg, środowisko
Lasy iglaste północnej i środkowej części Ameryki Północnej, w zachodnich górach do południowo-zachodniej Ameryki Północnej. Podgatunek nominatywny zimę spędza w środkowej i południowej części Ameryki Północnej. Podgatunki z południa zasięgu osiadłe.

## Status
IUCN uznaje czyża sosnowego za gatunek najmniejszej troski (LC, Least Concern) nieprzerwanie od 1988 roku. W 2017 roku organizacja Partners in Flight szacowała liczebność światowej populacji lęgowej na około 38 milionów osobników, oraz że od 1970 roku liczebność ta zmniejszyła się o około 80%. BirdLife International uznaje trend liczebności populacji za stabilny.